# Інтерпретатор (шаблон проєктування)
Інтерпретатор (англ. Interpreter) — шаблон проєктування, належить до класу шаблонів поведінки.

## Призначення
Для заданої мови визначає представлення її граматики, а також інтерпретатор речень цієї мови.

## Мотивація
У разі, якщо якась задача виникає досить часто, є сенс подати її конкретні проявлення у вигляді речень простою мовою. Потім можна буде створити інтерпретатор, котрий вирішує задачу, аналізуючи речення цієї мови.
Наприклад, пошук рядків за зразком — досить розповсюджена задача. Регулярні вирази — це стандартна мова для задання зразків пошуку.

## Застосування
Шаблон Інтерпретатор слід використовувати, коли є мова для інтерпретації, речення котрої можна подати у вигляді абстрактних синтаксичних дерев. Найкраще шаблон працює коли:
- граматика проста. Для складних граматик ієрархія класів стає занадто громіздкою та некерованою. У таких випадках краще застосовувати генератори синтаксичних аналізаторів, оскільки вони можуть інтерпретувати вирази, не будуючи абстрактних синтаксичних дерев, що заощаджує пам'ять, а можливо і час;
- ефективність не є головним критерієм. Найефективніші інтерпретатори зазвичай не працюють безпосередньо із деревами, а спочатку транслюють їх в іншу форму. Так, регулярний вираз часто перетворюють на скінченний автомат. Але навіть у цьому разі сам транслятор можна реалізувати за допомогою шаблону інтерпретатор.

## Структура

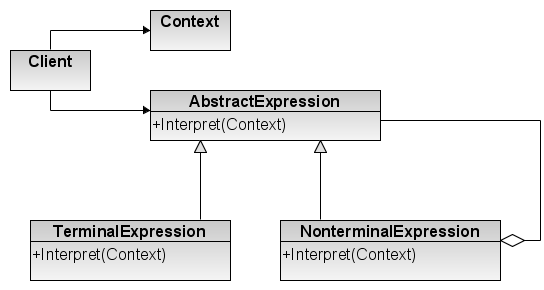
UML діаграма, що описує структуру шаблону проєктування Інтепретатор

- AbstractExpression — абстрактний вираз:
  - оголошує абстрактну операцію Interpret, загальну для усіх вузлів у абстрактному синтаксичному дереві;
- TerminalExpression — термінальний вираз:
  - реалізує операцію Interpret для термінальних символів граматики;
  - необхідний окремий екземпляр для кожного термінального символу у реченні;
- NonterminalExpression — нетермінальний вираз:
  - по одному такому класу потребується для кожного граматичного правила;
  - зберігає змінні екземпляру типу AbstractExpression для кожного символу;
  - реалізує операцію Interpret для нетермінальних символів граматики. Ця операція рекурсивно викликає себе для змінних, зберігаючих символи;
- Context — контекст:
  - містить інформацію, глобальну по відношенню до інтерпретатору;
- Client — клієнт:
  - будує (або отримує у готовому вигляді) абстрактне синтаксичне дерево, репрезентуюче окреме речення мовою з даною граматикою. Дерево складено з екземплярів класів NonterminalExpression та TerminalExpression;
  - викликає операцію Interpret.

## Відносини
- клієнт будує (або отримує у готовому вигляді) речення у вигляді абстрактного синтаксичного дерева, у вузлах котрого знаходяться об'єкти класів NonterminalExpression та TerminalExpression. Далі клієнт ініціалізує контекст та викликає операцію Interpret;
- у кожному вузлі виду NonterminalExpression через операції Interpret визначається операція Interpret для кожного підвиразу. Для класу TerminalExpression операція Interpret визначає базу рекурсії;
- операції Interpret у кожному вузлі використовують контекст для зберігання та доступу до стану інтерпретатора.

## Переваги
- Граматику стає легко розширювати і змінювати, реалізації класів, що описують вузли абстрактного синтаксичного дерева схожі (легко кодуються). Можна легко змінювати спосіб обчислення виразів.

## Недоліки
- Супровід граматики з великим числом правил важко.
- Рідко використовується, через свою специфіку